# 스즈 나오키
스즈 나오키(일본어: 鈴 直樹, 2000년 4월 13일~)는 일본의 축구 선수이다.

## 구단 경력
그는 2023년 J3리그의 후쿠시마 유나이티드 FC에 입단했다.